# Aeschynanthus parviflorus
Aeschynanthus parviflorus är en tvåhjärtbladig växtart som först beskrevs av David Don, och fick sitt nu gällande namn av Spreng.. Aeschynanthus parviflorus ingår i släktet Aeschynanthus och familjen Gesneriaceae. Inga underarter finns listade i Catalogue of Life.